# Rantalansaari
Rantalansaari är en liten ö i Finland. Den ligger i sjön Kolkku och i kommunen Pihtipudas i den ekonomiska regionen  Saarijärvi-Viitasaari och landskapet Mellersta Finland, i den centrala delen av landet, 400 km norr om huvudstaden Helsingfors. Öns area är 0,5 hektar och dess största längd är 180 meter i nord-sydlig riktning.